# InterTV dos Vales
InterTV dos Vales é uma emissora de televisão brasileira concessionada em Coronel Fabriciano, porém sediada em Governador Valadares, ambas cidades do estado de Minas Gerais. Opera no canal 10 (22 UHF digital) e é afiliada à TV Globo. Pertence à Rede InterTV, e seu sinal chega a 160 cidades do estado. Seus estúdios ficam localizados no Centro de Governador Valadares, e sua antena de transmissão está no Pico Santa Mônica, em Ipatinga. A cidade conta ainda com uma sucursal da emissora no bairro Horto, enquanto em Coronel Fabriciano está o setor de OPEC no bairro Alto Giovanini II.

## História

### Antecedentes

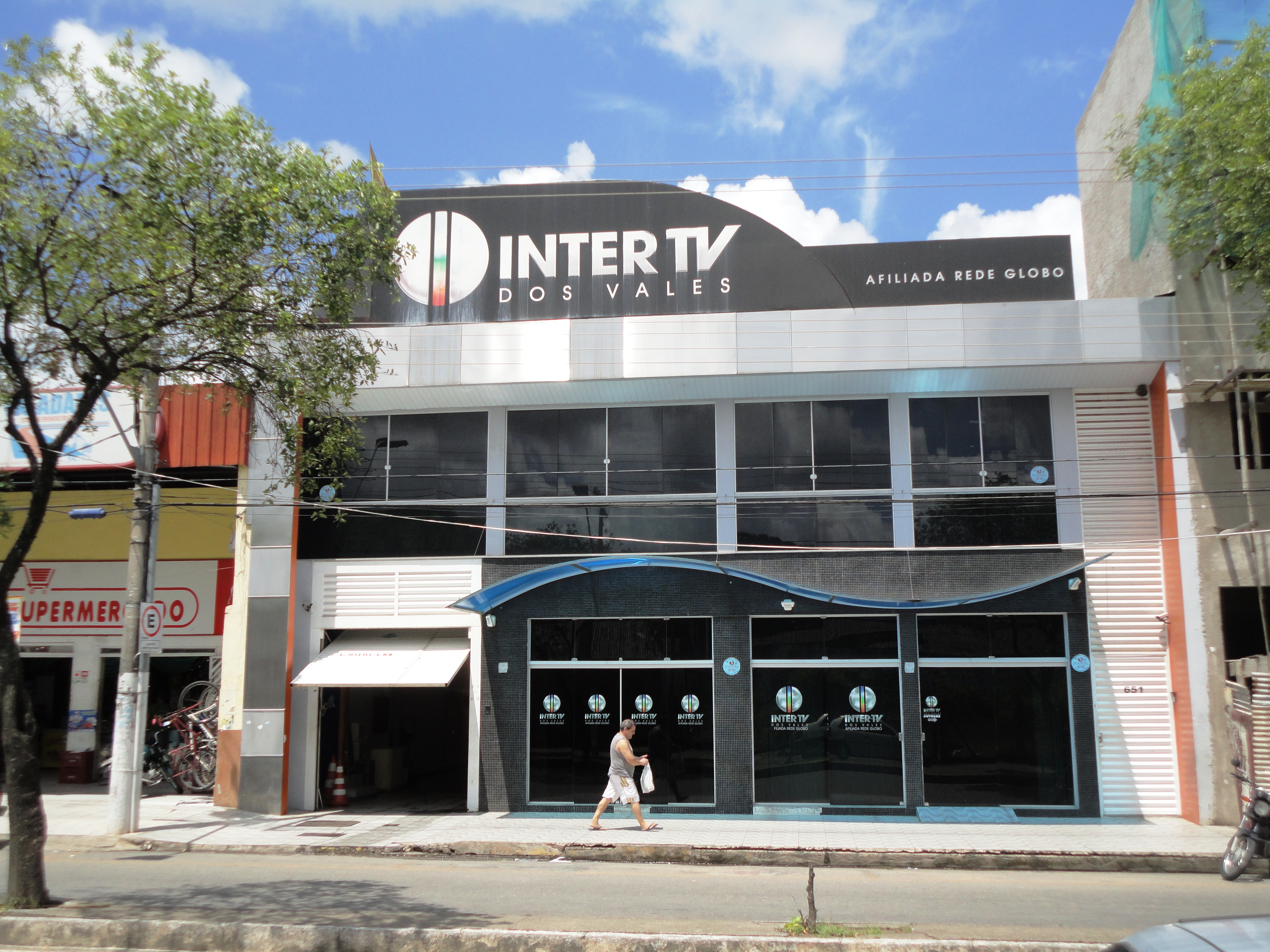
Antiga sede da emissora em Coronel Fabriciano, em dezembro de 2010

A concessão do Ministério das Comunicações foi feita em 2001 à Rede Vanguarda de Ipatinga em Coronel Fabriciano. Por problemas familiares, o projeto ficou engavetado por seis anos, até que em 2007, a Rede Vanguarda se uniu ao Grupo Coelho Diniz de Governador Valadares e montaram a emissora, em Coronel Fabriciano.

### 2007: Rede Record
Antes de entrar no ar, em entrevista ao periódico Jornal dos Vales em 27 de junho, ao ser perguntado sobre os motivos que levaram afiliação da TV dos Vales à Rede Record de Televisão, Carlos Wagner disse acreditar que a medida foi acertada. "Estamos apostando num time que está vencendo. É líquido e certo que num futuro próximo a Rede Record será um dos principais meios de comunicação do país, como é hoje a Rede Globo".
A TV dos Vales passa a operar em 13 de julho de 2007, em caráter experimental, retransmitindo a programação da Rede Record, incluindo as 40 cidades com as Retransmissoras de TV (RTV). A emissora tinha a previsão de ficar em caráter experimental por um mês.
A inauguração oficial ocorreu em 6 de agosto quando o Ministro de Estado das Comunicações Hélio Costa e o proprietário da TV dos Vales, Hercílio Diniz, descerraram a faixa inaugural.
O ministro Hélio Costa, devido à apertada agenda, não pôde comparecer no endereço da emissora, mas participou do coquetel no clube Morro do Pilar, em Ipatinga. Na ocasião, o ministro Costa enalteceu a participação do presidente da Rede Record nacional, Alexandre Raposo, na inauguração da TV dos Vales. Também estiveram presentes, o presidente das afiliadas nacional, Carlos Geraldo Santana; o presidente da TV Record Minas, Márcio Alves, e vários outros integrantes da emissora. Políticos e outras personalidades também compareceram, incluindo o ex-jogador de futebol do Atlético Dario (mais conhecido como Dadá Maravilha). O presidente do jornal Hoje em Dia, Carlos Macedo de Oliveira, destacou que a TV dos Vales será uma grande parceira com a sucursal do jornal no Vale do Aço.
Após a inauguração, começou operar em via satélite e instalação de retransmissoras no norte, nordeste e leste de Minas Gerais.
Na época da inauguração, nova emissora tinha a previsão de cobertura uma área de 133 cidades envolvendo os vales do Rio Doce, Mucuri e do Jequitinhonha, atingindo um público estimado em mais de 2 milhões de habitantes.
No dia 15 de setembro, iniciou a geração de programas locais. Em novembro, a emissora aumenta a cobertura para os 108 municípios e em janeiro de 2008, a emissora chega aos 133 cidades dos Vales do Aço (daí o nome da emissora), Jequitinhonha e Rio Doce.
A programação contava com duas edições do Jornal dos Vales, na manhã e à noite, além do Balanço Geral e o esportivo Bola no Gol.

### 2008: Rescisão com a Rede Record
Nos primeiros meses de 2008, o empresário capixaba Fernando Aboudib Camargo (que já é proprietário das afiliadas da TV Globo nos Estados do Rio de Janeiro, Minas Gerais e Rio Grande do Norte, além de possuir negócios em outros 16 ramos diferentes) torna-se sócio da TV dos Vales.
No início de julho, a TV Globo anuncia a rescisão do contrato de afiliação da TV Leste, após meses de indefinições, e inicia negociações com a nova afiliada TV dos Vales, que por sua vez criticou a atitude da Record por quebra de contrato.[carece de fontes?] A TV Globo condicionou a renovação com a TV Leste em troca a venda/parceria da emissora à InterTV Grande Minas, que termina no dia 31 de julho, o que não foi aceito pelos seus proprietários, que anunciaram a não renovação por que a emissora sentiu-se desprestigiada pela Globo.
Em nota à imprensa a rescisão com a TV Leste, a Globo declara que: "A gestão das empresas afiliadas é totalmente independente. A TV Globo busca ter alinhamento de políticas em diferentes áreas para homogeneizar a ação da rede. No caso da TV Leste, avaliamos que a gestão estava aquém de nossos padrões de qualidade e informamos que, por isso, o contrato não seria renovado quando expirasse seu prazo".
O sócio da TV Leste, Edson Gualberto, acusou pela imprensa, que a TV Globo pressionou os sócios e proprietários a vender parte da emissora a um outro empresário, como condição para renovar o contrato de afiliação, que "só renovaria se fizéssemos parceria com a InterTV, de Fernando Camargo". Gualberto reforça que a parceria significa 60% na venda das cotas pertencentes à TV Leste e que a emissora impunha os diretores de jornalismo e comerciais. “Não é por causa da Globo que a gente vai morrer. A Globo não é mais a única rede”, diz Gualberto. A InterTV é responsável pelas afiliadas da Globo em Natal (RN) e interior dos estados do Rio Grande do Norte, Minas Gerais e Rio de Janeiro.

### Afiliação com a TV Globo
Em 1º de agosto de 2008, a TV dos Vales, antiga afiliada da Rede Record, estreia como nova afiliada da TV Globo, com uma área de cobertura de 123 municípios e atende locais como Coronel Fabriciano, Ipatinga, Timóteo, Governador Valadares e Caratinga.
No mesmo dia, o telejornal Jornal dos Vales, exibido diariamente pelo canal, foi imediatamente extinto, sendo chamado agora de MGTV, como são intitulados os telejornais mineiros das afiliadas e seguindo o padrão das afiliadas da TV Globo, com o antigo cenário do telejornal. O piloto do primeiro programa jornalístico depois da mudança foi gravado na quinta-feira, dia 31 de julho, foi exibido às 12h no dia seguinte. O diretor de jornalismo da Globo de Belo Horizonte Renê Astigarraga esteve na TV dos Vales (Coronel Fabriciano) acompanhando algumas alterações. Já o telejornal regional da TV Leste, o MGTV, transmitido em duas edições, também foi extinto. O jornal que vai ao ar às 12h15 passou a se chamar Leste Notícias e o das 18h30, MG Record.
Em 28 de setembro de 2008 a TV dos Vales passa a se chamar InterTV dos Vales, após fechar parceria com a rede InterTV, que em Minas, já cobria o norte do estado através da InterTV Grande Minas. O MGTV, apresentado em duas edições, passa a se chamar MG InterTV.
A alteração afetou a sintonização dos canais, que continuam os mesmos, porém no canal 03 da TV Leste tem a programação da Record e no canal 11 da InterTV dos Vales tem a programação da Globo.

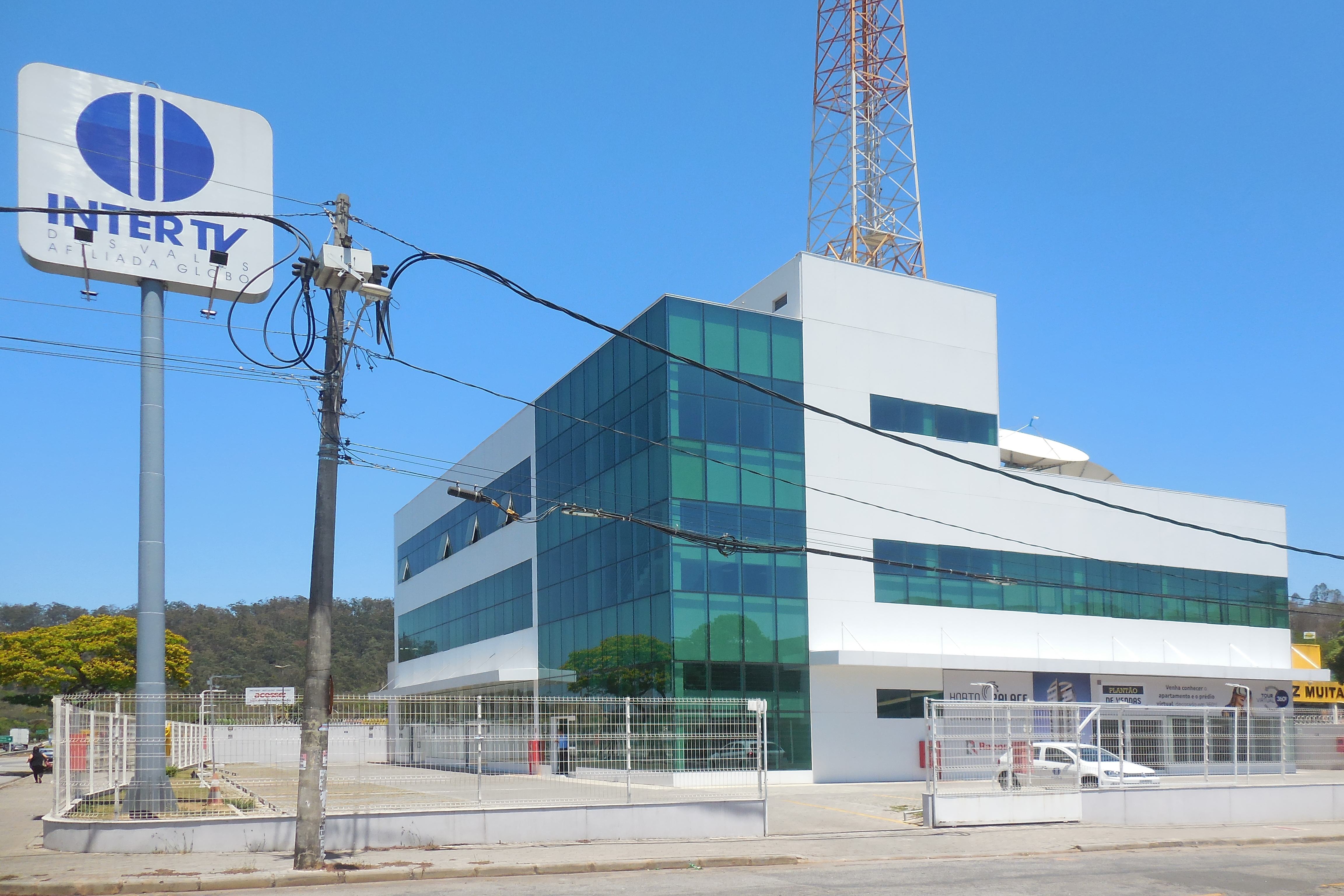
Sucursal da emissora em Ipatinga, inaugurada em abril de 2016

Em 4 de abril de 2016, foi inaugurada uma nova sede em Ipatinga, local que concentrava o jornalismo incluindo estúdios, e toda a gestão administrativa. Com a mudança, houve alterações nos cenários que passaram a adotar o novo padrão da InterTV com Triedro e Video Wall 3x3. Além disso, as transmissões locais são agora em alta definição com a aquisição de novos e modernos equipamentos de gravação, edição e transmissão. A sede de Ipatinga ainda conta com auditório, espaço gourmet, e um espaço cultural, batizado de "Espaço Cultural InterTv", que recebe exposições de artistas de toda região. Em Coronel Fabriciano, cidade de concessão, a emissora construiu e inaugurou em 2018 uma nova sede, onde mantém o controle mestre e equipamentos que transmitem o sinal gerado em Ipatinga e Governador Valadares ao satélite e demais retransmissoras, além de abrigar o setor OPEC, que leva ao ar os comerciais da emissora.

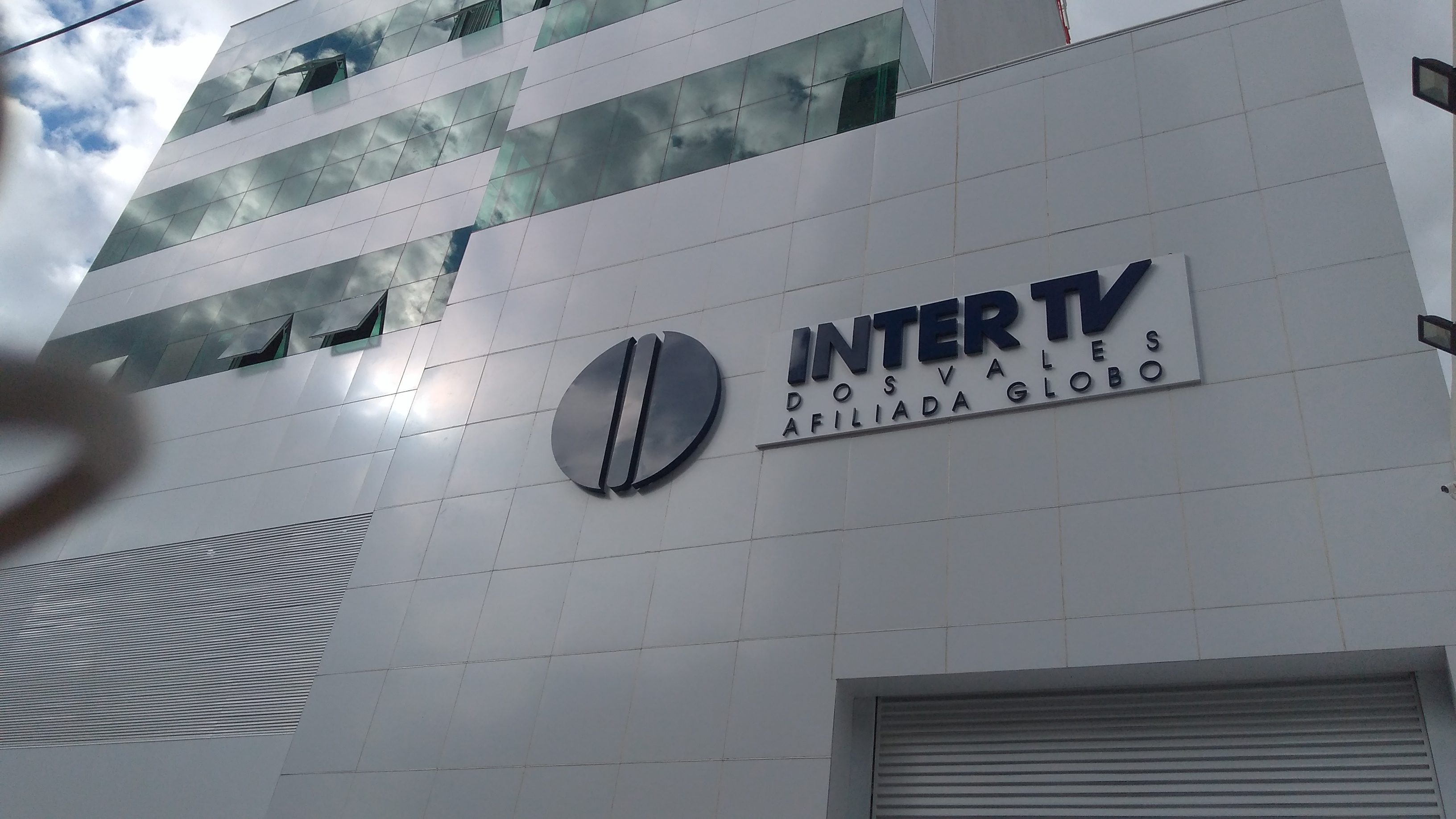
Sede da emissora em Governador Valadares, em 2017

Em Governador Valadares, também foi construído um centro de produções próprio para a emissora, que foi inaugurado em 21 de agosto de 2017. Em 4 de setembro, pouco mais de um ano após a inauguração da sede de Ipatinga, toda a programação foi transferida para Governador Valadares. A antiga sede tornou-se sucursal, passando a produzir matérias para os telejornais da emissora. Em 30 de outubro, a emissora estreia o InterTV Rural, apresentado por Ana Carolina Magalhães, deixando de exibir o programa produzido pela InterTV Grande Minas.
Em 4 de fevereiro de 2019, o InterTV Notícia passou a ser apresentado interinamente por Ariane Granado, que era responsável pelo quadro MG Cultura exibido pelo MG InterTV 1ª edição. George Gonçalves, que era o apresentador do telejornal até então, deixou a InterTV dos Vales após 5 anos. Em 18 de março, Rodrigo Amâncio, vindo da EPTV Sul de Minas, assumiu o telejornal.

## Sinal digital
| Canal virtual | Canal digital | Proporção de tela | Programação                                        |
| ------------- | ------------- | ----------------- | -------------------------------------------------- |
| 10.1          | 22 UHF        | 1080i             | Programação principal da InterTV dos Vales / Globo |

A emissora iniciou suas transmissões digitais em 10 de junho de 2014, através do canal 22 UHF, antes do início da Copa do Mundo FIFA de 2014.
Transição para o sinal digital
Com base no decreto federal de transição das emissoras de TV brasileiras do sinal analógico para o digital, a InterTV dos Vales, bem como as outras emissoras de Coronel Fabriciano, irá cessar suas transmissões pelo canal 10 VHF em 31 de dezembro de 2023, seguindo o cronograma oficial da ANATEL.

## Programas
Além de retransmitir a programação nacional da TV Globo, a InterTV dos Vales produz os seguintes programas:
- InterTV Notícia: Telejornal, com Farley Vasconcellos;
- MG InterTV 1.ª edição: Telejornal, com Carlos Albuquerque e Luciana Ferreira;
- MG InterTV 2.ª edição: Telejornal, com Alan Souza;
- InterTV Rural: Jornalístico sobre agronegócio, com Cácio Xavier.

Retransmitidos da TV Globo Minas
- Bom Dia Minas: Telejornal, com Liliana Junger, Sérgio Marques e Carlos Eduardo Alvim;
- Globo Esporte MG: Jornalístico esportivo, com Maurício Paulucci;
- Terra de Minas: Jornalístico, apresentado em esquema de rodízio;
- Futebol na Globo: Jogos de futebol dos times de Minas Gerais

## Retransmissoras
| Cidade                | Analógico | Digital | Cidade                 | Analógico | Digital | Cidade                  | Analógico | Digital |
| --------------------- | --------- | ------- | ---------------------- | --------- | ------- | ----------------------- | --------- | ------- |
| Aimorés               | -         | 10 (22) | Almenara               | 09        | 21      | Alvarenga               | -         | 13 (22) |
| Alvorada de Minas     | -         | 22      | Campanário             | -         | 06 (22) | Caratinga               | -         | 15      |
| Carlos Chagas         | 06        | 02 (18) | Central de Minas       | -         | 04 (22) | Coluna                  | -         | 12 (22) |
| Conceição de Ipanema  | -         | 09 (22) | Conselheiro Pena       | -         | 03 (22) | Coroaci                 | 02        | 22      |
| Córrego Novo          | -         | 10 (22) | Divino das Laranjeiras | -         | 13 (22) | Divinolândia de Minas   | -         | 13 (22) |
| Dores de Guanhães     | -         | 13 (22) | Dom Joaquim            | -         | 12 (22) | Fernandes Tourinho      | -         | 04 (22) |
| Frei Inocêncio        | -         | 08 (22) | Galileia               | -         | 05 (22) | Governador Valadares    | -         | 11 (22) |
| Iapu                  | -         | 22      | Inimutaba              | 10        | 22      | Itabirinha              | -         | 02 (22) |
| Itaipé                | -         | 10 (22) | Itambacuri             | -         | 09 (22) | Itanhomi                | -         | 06 (22) |
| Itaobim               | -         | 04 (22) | Itinga                 | -         | 05 (22) | Itueta                  | -         | 09 (22) |
| Joaíma                | -         | 07 (22) | Ladainha               | -         | 13 (22) | Lajinha                 | -         | 22      |
| Malacacheta           | -         | 07 (22) | Manhumirim             | -         | 09 (35) | Marilac                 | -         | 11 (22) |
| Marliéria             | -         | 04 (22) | Materlândia            | -         | 09 (22) | Mendes Pimentel         | -         | 22      |
| Mesquita              | -         | 05 (22) | Mirabela               | -         | 05 (21) | Mutum                   | 09        | 13 (22) |
| Nanuque               | 13        | 25      | Padre Paraíso          | -         | 07 (22) | Paulistas               | -         | 07 (22) |
| Pavão                 | -         | 10 (22) | Peçanha                | -         | 06 (22) | Pescador                | -         | 07 (22) |
| Pocrane               | 07        | 22      | Poté                   | -         | 12 (22) | Resplendor              | -         | 09 (22) |
| Rio do Prado          | -         | 10 (22) | Rio Vermelho           | -         | 06 (22) | Sabinópolis             | -         | 11 (22) |
| Santa Maria do Suaçuí | -         | 11 (22) | Santa Rita de Minas    | 13        | 22      | Santo Antônio do Itambé | 45        | 33 (21) |
| São João do Oriente   | -         | 06 (22) | São João Evangelista   | 42        | -       | São José do Divino      | -         | 06 (22) |
| Serra Azul de Minas   | 06        | 22      | Serra dos Aimorés      | -         | 05 (22) | Timóteo                 | 17        | 22      |
| Umburatiba            | -         | 07 (22) | Virginópolis           | -         | 06 (22) | Virgolândia             | 07        | 22      |